# رس (آلمان)
شهر ریز، آلمان (به آلمانی: Rees, Germany) در ایالت نوردراین-وستفالن در کشور آلمان واقع شده‌است.

## نگارخانه

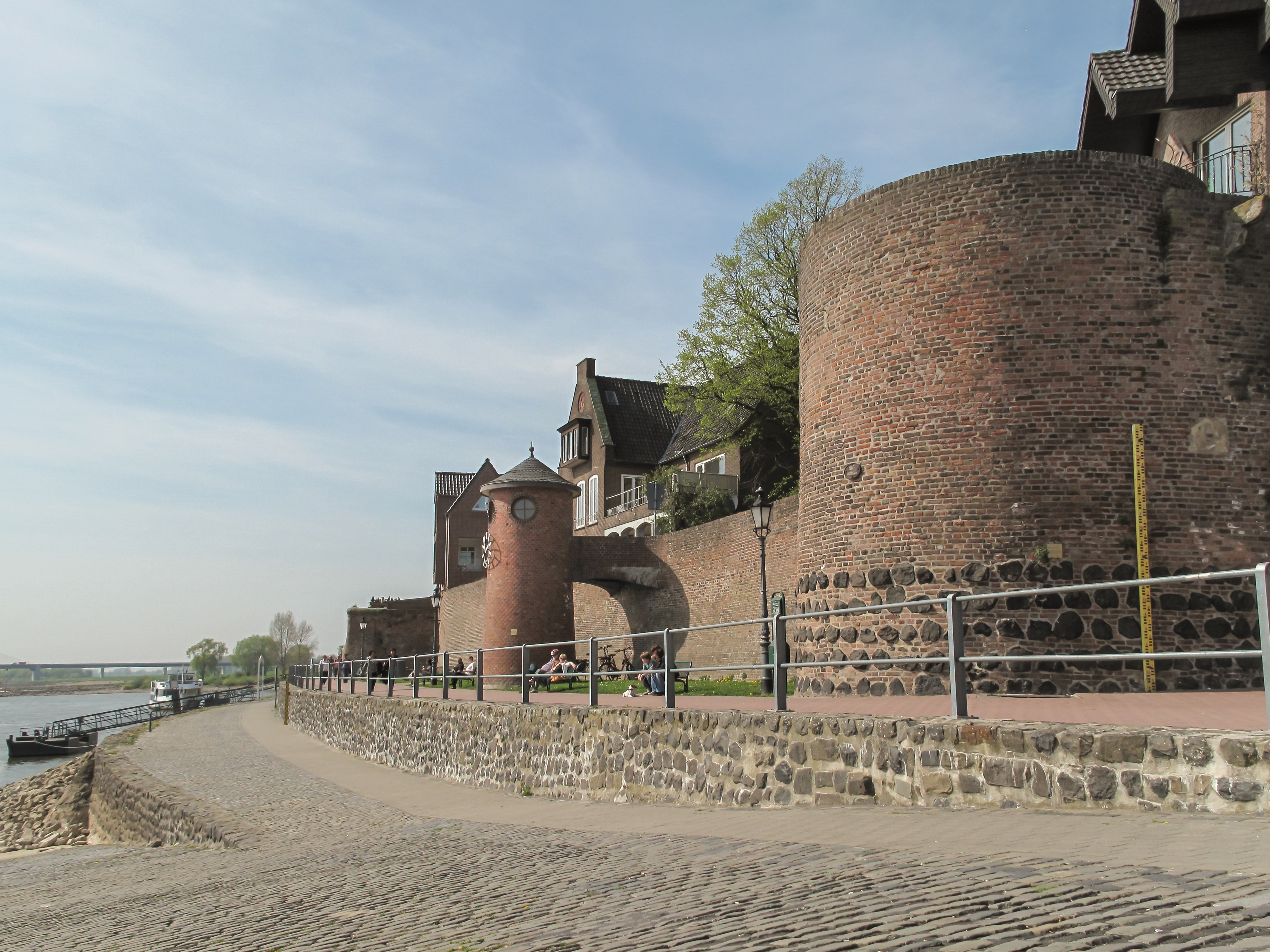
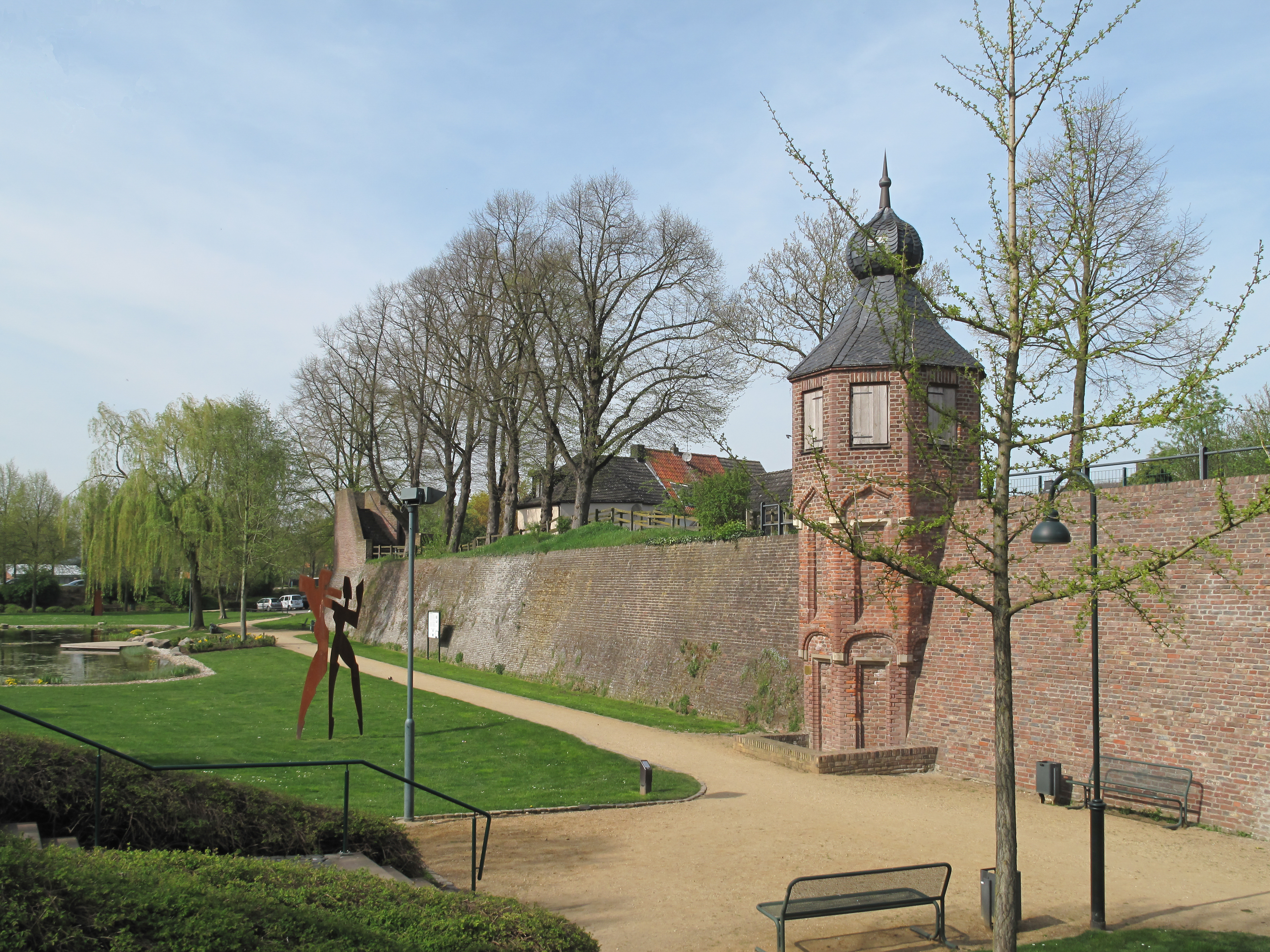
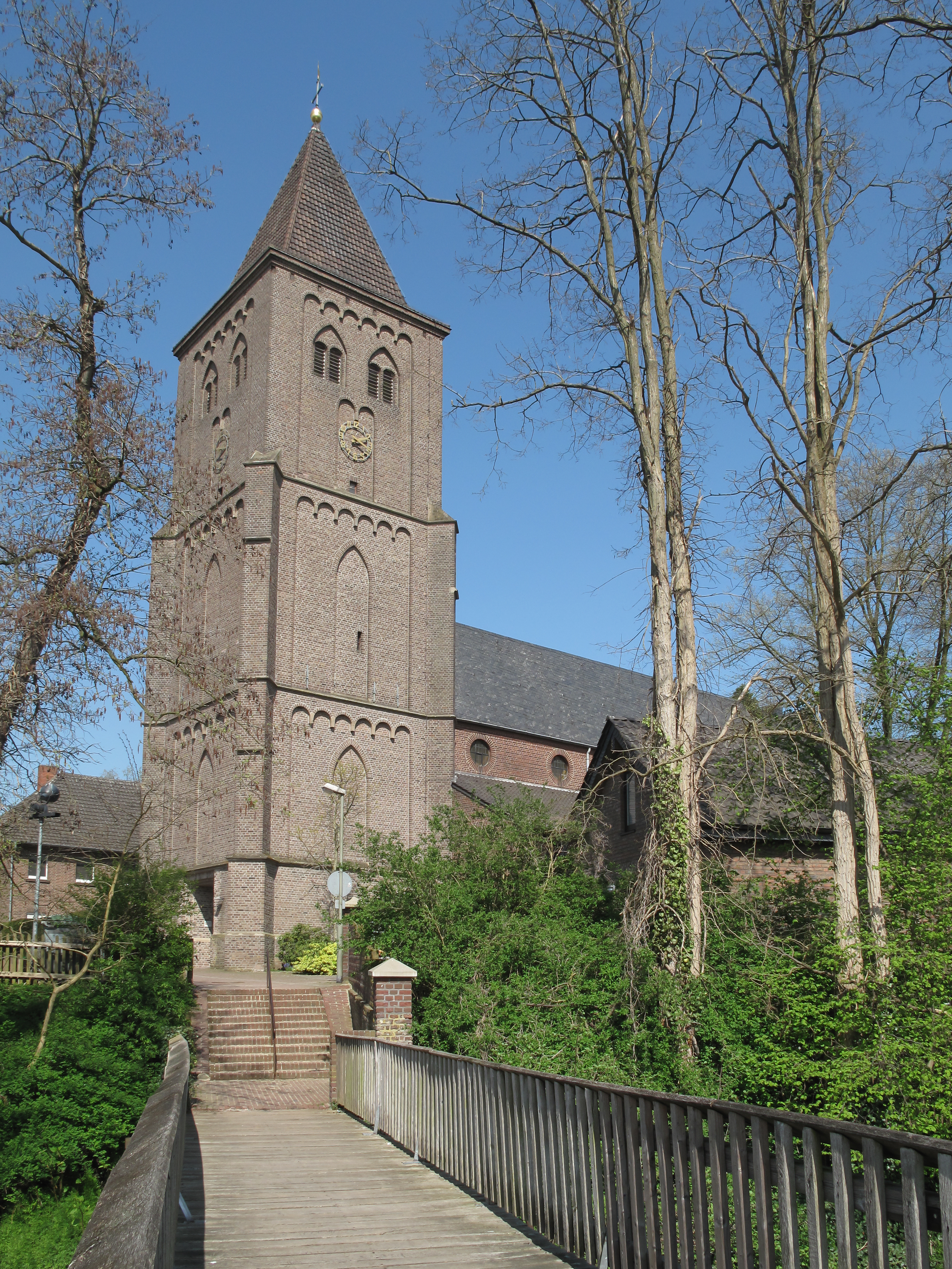
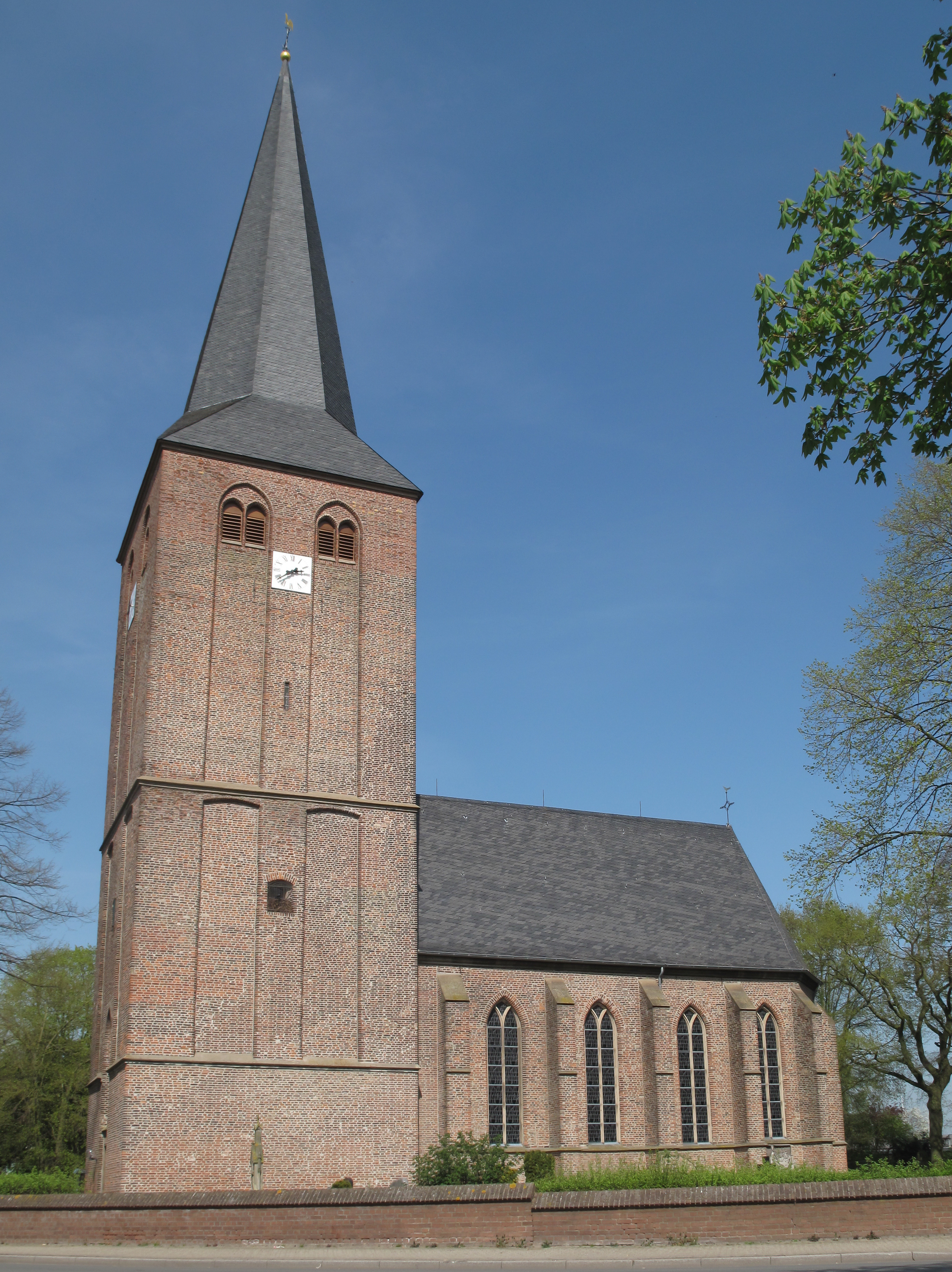